# Equilíbrio de motores de combustão interna
Em um motor a pistão, as massas em movimento alternativo produzem forças de inércia que quando não adequadamente tratadas provocam vibrações.

## Cinemática de um Sistema Biela Manivela

Diagrama de um sistema biela manivela

### Definições
l = comprimento da biela

r = raio do eixo de manivelas (metade do curso)

Θ = ângulo da manivela em relação a linha de centro do cilindro

x = Posição do pistão

v = Velocidade do pistão

a = Aceleração do pistão

ω = Velocidade angular do eixo de manivelas 

### Descrição
Conforme o eixo de manivelas gira, o pistão P se desloca ao longo do eixo do centro do cilindro executando um movimento alternativo. A partir do Ponto Morto Superior (PMS), o pistão acelera até atingir a velocidade máxima, quando então começa a desacelerar até atingir o Ponto Morto Inferior (PMI), quando então inverte a trajetória.

### Velocidade Angular
A velocidade angular (rad/s) pode ser calculada a partir do número de rotações por minuto  (RPM):
{\displaystyle \omega ={\frac {2\pi \cdot RPM}{60}}}

### Posição
A aplicação da lei dos cossenos ao diagrama fornece a posição do pistão:

{\displaystyle l^{2}=r^{2}+x^{2}-2rx\cos \theta }
{\displaystyle x^{2}-2xr\cos \theta +(r^{2}-l^{2})=0}
Fazendo 
{\displaystyle y=r\cos \theta }
{\displaystyle z=(r^{2}-l^{2})}
temos:
{\displaystyle x^{2}-2xy+z=0}

Resolvendo pela formula quadrática e substituindo de volta y e z, temos:
{\displaystyle x=r\cos \theta +{\sqrt {l^{2}-r^{2}\sin ^{2}\theta }}}
expressando em termos da velocidade angular, temos:
{\displaystyle \theta =\omega t}
{\displaystyle x=r\cos {(\omega t)}+{\sqrt {l^{2}-r^{2}\sin ^{2}(\omega t)}}=r\left[\cos {(\omega t)}+{\sqrt {\left({\frac {l}{r}}\right)^{2}-\sin ^{2}(\omega t)}}\right]}

### Velocidade
A primeira derivada da equação da posição fornece a velocidade do pistão:
{\displaystyle v={\frac {dx}{dt}}=-r\omega \sin {(\omega t)}\left[1+{\frac {\cos {(\omega t)}}{\sqrt {\left({\frac {l}{r}}\right)^{2}-\sin ^{2}{(\omega t)}}}}\right]}

Na grande maioria dos casos {\displaystyle r\leq {\frac {l}{3}}}, fazendo com que {\displaystyle r^{2}\sin ^{2}{(\omega t)}} seja muito pequeno, podendo ser ignorado:
{\displaystyle v=-r\omega \sin {(\omega t)}-{\frac {r^{2}\omega \sin {(2\omega t)}}{2l}}}

### Aceleração
A derivada da velocidade fornece a aceleração do pistão:
{\displaystyle a={\frac {dv}{dt}}=-r\omega ^{2}\left\{\cos(\omega t)+{\frac {\cos(2\omega t)}{\left[\left({\frac {l}{r}}\right)^{2}-sin^{2}(\omega t)\right]^{1/2}}}+{\frac {\sin ^{2}(\omega t)cos^{2}(\omega t)}{\left[\left({\frac {l}{r}}\right)^{2}-sin^{2}(\omega t)\right]^{3/2}}}\right\}}

Para {\displaystyle r\leq {\frac {l}{3}}}, (e considerando {\displaystyle l>>r\sin {(\omega t)}}), a derivada fica:
{\displaystyle a={\frac {dv}{dt}}=-r\omega ^{2}\cos {(\omega t)}-{\frac {r^{2}\omega ^{2}\cos {(2\omega t)}}{l}}}

Em termos do ângulo da manivela temos:
{\displaystyle a=-r\omega ^{2}\cos {\theta }-{\frac {r^{2}\omega ^{2}\cos {(2\theta )}}{l}}}
Rearranjando:
{\displaystyle a=-r\omega ^{2}\left[\cos {\theta }+{\frac {r}{l}}\cos {(2\theta )}\right]}

## Dinâmica de um Motor com Cilindros em Linha
As massas em movimento alternativo  produzem forças de inércia e binários, que se não forem equilibrados, irão gerar vibrações
.

### Forças de Inércia
Se m é a massa das partes em movimento alternativo (pistão e parte da biela), a força de inércia é igual a:
{\displaystyle F=mr\omega ^{2}\left[\cos {(\theta )}+{\frac {r}{l}}\cos {(2\theta )}\right]}
{\displaystyle F=F_{p}+F_{s}}
onde
 {\displaystyle F_{p}=mr\omega ^{2}\cos {(\theta )}} é a força primeira ordem, com frequência igual à rotação do motor e {\displaystyle F_{s}=mr\omega ^{2}{\frac {r}{l}}\cos {(2\theta )}} é a força de segunda ordem, com frequência igual a 2 vezes a rotação do motor.

### Equilíbrio de Motores Multicilíndricos em Linha
Em um motor de n cilindros em linha com ignição igualmente espaçada, o intervalo {\displaystyle \phi } entre as explosões é igual a:
{\displaystyle \phi ={\frac {360}{n}}} em motores de 2 tempos e
{\displaystyle \phi ={\frac {720}{n}}} em motores de 4 tempos.
A força de inércia de cada pistão é dada por:
{\displaystyle F_{1}=mr\omega ^{2}\left[\cos {(\theta +\phi _{1})}+{\frac {r}{l}}\cos {2(\theta +\phi _{1})}\right]}
{\displaystyle F_{2}=mr\omega ^{2}\left[\cos {(\theta +\phi _{2})}+{\frac {r}{l}}\cos {2(\theta +\phi _{2})}\right]}
e assim por adiante.
{\displaystyle F_{i}=mr\omega ^{2}\left[\cos {(\theta +\phi _{i})}+{\frac {r}{l}}\cos {2(\theta +\phi _{i})}\right]}
A soma total das forças de inércia é então igual a:
{\displaystyle F=\sum _{i=1}^{n}F_{i}=mr\omega ^{2}\sum _{i=1}^{n}\left[\cos {(\theta +\phi _{i})}+{\frac {r}{l}}\cos {2(\theta +\phi _{i})}\right]}
mas 

{\displaystyle \cos(\theta +\phi _{i})=\cos {\theta }\cdot \cos {\phi _{i}}-\sin {\theta }\cdot \sin {\phi _{i}}}

Substituindo temos:
{\displaystyle {F=m\omega ^{2}r\left[\cos \theta \sum _{i=1}^{n}\cos \phi _{i}-\sin \theta \sum _{i=1}^{n}\sin \phi _{i}+{\frac {r}{l}}\cos {(2\theta )}\sum _{i=1}^{n}\cos {(2\phi _{i})}-{\frac {r}{l}}\sin {(2\theta )}\sum _{i=1}^{n}\operatorname {sen} {(2\phi _{i})}\right]}}

### Condições de Equilíbrio das Forças de Inércia
Equilíbrio das Forças de Primeira Ordem
{\displaystyle \sum _{i=1}^{n}\cos \phi _{i}=0}
{\displaystyle \sum _{i=1}^{n}\sin \phi _{i}=0}

 Equilíbrio das Forças de Segunda Ordem
{\displaystyle \sum _{i=1}^{n}\cos(2\phi _{i})=0}
{\displaystyle \sum _{i=1}^{n}\sin(2\phi _{i})=0}

### Condições de Equilíbrio dos Binários
O equilíbrio as forças de inércia não garante o motor não irá vibrar em decorrência da atuação de binários. Tomando como referência o cilindro número 1 e considerando d como a distancia entre os cilindros temos:
{\displaystyle B_{1}=F_{1}\cdot d_{1}}
{\displaystyle B_{2}=F_{2}\cdot d_{2}}
{\displaystyle B_{3}=F_{3}\cdot d_{3}}
e assim por diante...
{\displaystyle B_{i}=F_{i}\cdot d_{i}}
Se fizermos B igual a soma dos binários temos:
{\displaystyle B=\sum _{i=1}^{n}F_{i}d_{i}}
{\displaystyle {\color {black}B=m\omega ^{2}r\color {red}\left[\cos \theta \sum _{i=1}^{n}d_{i}\cos \phi _{i}-\sin \theta \sum _{i=1}^{n}d_{i}\sin \phi _{i}+\color {blue}{\frac {r}{l}}\cos(2\theta )\sum _{i=1}^{n}d_{i}\cos(2\phi _{i})-{\frac {r}{l}}\sin(2\theta )\sum _{i=1}^{n}d_{i}\sin(2\phi _{i})\right]}}
com a parte em vermelho representando os binários de primeira ordem e a parte em azul os de segunda ordem.
As condições de equilíbrio dos binários podem então ser escrita como:

Binários de primeira ordem
{\displaystyle \sum _{i=1}^{n}d_{i}\cos \phi _{i}=0}
{\displaystyle \sum _{i=1}^{n}d_{i}\sin \phi _{i}=0}

Binários de segunda ordem
{\displaystyle \sum _{i=1}^{n}d_{i}\cos(2\phi _{i})=0}
{\displaystyle \sum _{i=1}^{n}d_{i}\sin(2\phi _{i})=0}

### Efeitos sobre o motor
Dependendo da existência de forças de inércia ou de binários teremos os seguintes efeitos sobre o motor:

{\displaystyle F=0\land M=0\Rightarrow } Completamente equilibrado
{\displaystyle F\neq 0\land M=0\Rightarrow } Desequilíbrio causado por força de inércia
{\displaystyle F=0\land M\neq 0\Rightarrow } Desequilíbrio causado por binário
{\displaystyle F\neq 0\land M\neq 0\Rightarrow } Desequilíbrio causado por força de inércia. A distancia {\displaystyle L} do ponto de atuação da força em relação ao plano de referência é dada por {\displaystyle L={\frac {B}{F}}}

## Exemplo: Motor de três cilindros em linha - quatro tempos
{\displaystyle \phi ={\frac {720}{3}}=240^{0}}

Ordem de ignição: 1,3,2

### Tabela de Equilíbrio
| Φ                     | Inércia 1a ordem cosΦ           | Inércia 1a ordem senΦ                   | 2Φ  | Inércia 2a ordem cos2Φ          | Inércia 2a ordem sen2Φ                  | d  | Binário 1a ordem dcosΦ           | Binário 1a ordem dsenΦ                   | Binário 2a ordem dcos2Φ          | Binário 2a ordem dsen2Φ                  |
| 0                     | 1                               | 0                                       | 0   | 1                               | 0                                       | 0  | 0                                | 0                                        | 0                                | 0                                        |
| 240                   | {\displaystyle -{\frac {1}{2}}} | {\displaystyle -{\frac {\sqrt {3}}{2}}} | 480 | {\displaystyle -{\frac {1}{2}}} | {\displaystyle {\frac {\sqrt {3}}{2}}}  | 2d | {\displaystyle -d}               | {\displaystyle -d{\sqrt {3}}}            | {\displaystyle -d}               | {\displaystyle d{\sqrt {3}}}             |
| 120                   | {\displaystyle -{\frac {1}{2}}} | {\displaystyle {\frac {\sqrt {3}}{2}}}  | 240 | {\displaystyle -{\frac {1}{2}}} | {\displaystyle -{\frac {\sqrt {3}}{2}}} | d  | {\displaystyle -{\frac {d}{2}}}  | {\displaystyle d{\frac {\sqrt {3}}{2}}}  | {\displaystyle -{\frac {d}{2}}}  | {\displaystyle -d{\frac {\sqrt {3}}{2}}} |
| {\displaystyle \sum } | {\displaystyle 0}               | {\displaystyle 0}                       |     | {\displaystyle 0}               | {\displaystyle 0}                       |    | {\displaystyle -{\frac {3}{2}}d} | {\displaystyle -d{\frac {\sqrt {3}}{2}}} | {\displaystyle -{\frac {3}{2}}d} | {\displaystyle d{\frac {\sqrt {3}}{2}}}  |
| --------------------- | ------------------------------- | --------------------------------------- | --- | ------------------------------- | --------------------------------------- | -- | -------------------------------- | ---------------------------------------- | -------------------------------- | ---------------------------------------- |

Força de inércia de primeira ordem: equilibrado

Força de inércia de segunda ordem: equilibrado

Binário de primeira ordem: desequilibrado

Binário de segunda ordem: desequilibrado

### Binário de primeira ordem
{\displaystyle B_{p}=m\omega ^{2}r\left[\cos \theta \sum _{i=1}^{n}d_{i}\cos \phi _{i}-\sin \theta \sum _{i=1}^{n}d_{i}\sin \phi _{i}\right]}
{\displaystyle B_{p}=m\omega ^{2}r\left[-{\frac {3d}{2}}\cos \theta +{\frac {d{\sqrt {3}}}{2}}\sin \theta \right]}
{\displaystyle B_{p}=m\omega ^{2}r{\frac {d}{2}}\left[-3\cos \theta +{\sqrt {3}}\sin \theta \right]}
Sendo 
{\displaystyle acos\alpha +bsen\alpha ={\sqrt {a^{2}+b^{2}}}sen(\alpha +\phi )}
{\displaystyle a\cos \alpha -b\sin \alpha =-{\sqrt {a^{2}+b^{2}}}\sin(\alpha -\phi )}
{\displaystyle \tan \phi ={\frac {a}{b}}}

Temos

{\displaystyle -3\cos \theta +{\sqrt {3}}\sin \theta ={\sqrt {9+3}}\sin(\alpha +\phi )={\sqrt {4\cdot 3}}\sin(\alpha +\phi )=2{\sqrt {3}}\sin(\alpha +\phi )}
{\displaystyle \tan \phi ={\frac {-3}{\sqrt {3}}}={\frac {-3{\sqrt {3}}}{3}}=-{\sqrt {3}}}
Portanto
{\displaystyle \phi =-60}
e o binário de primeira ordem é igual a:

{\displaystyle B_{p}={\sqrt {3}}m\omega ^{2}rd\sin(\theta -60)}

O valor máximo do binário ocorrerá quando {\displaystyle \sin(\theta -60)=1},ou seja, quando {\displaystyle \theta =150} graus.

### Binário de segunda ordem ordem
{\displaystyle B_{s}=m\omega ^{2}r\left[{\frac {r}{l}}\cos(2\theta )\sum _{i=1}^{n}d_{i}\cos(2\phi _{i})-{\frac {r}{l}}\sin(2\theta )\sum _{i=1}^{n}d_{i}\sin 2\phi _{i}\right]}
{\displaystyle B_{s}={\frac {r}{l}}m\omega ^{2}r\left[-{\frac {3d}{2}}\cos(2\theta )-{\frac {d{\sqrt {3}}}{2}}\sin 2\theta \right]}
{\displaystyle B_{s}={\frac {r}{l}}m\omega ^{2}r{\frac {d}{2}}\left[-3\cos(2\theta )-{\sqrt {3}}\sin 2\theta \right]}
{\displaystyle B_{s}=-{\sqrt {3}}{\frac {r}{l}}m\omega ^{2}rd\sin(2\theta +60)}

## Exemplo: Motor de quatro cilindros em linha - quatro tempos
{\displaystyle \phi ={\frac {720}{4}}=180^{0}}

Ordem de ignição: 1,3,4,2

### Tabela de Equilíbrio
| Φ                     | Inércia 1a ordem cosΦ | Inércia 1a ordem senΦ | 2Φ  | Inércia 2a ordem cos2Φ | Inércia 2a ordem sen2Φ | d  | Binário 1a ordem dcosΦ | Binário 1a ordem dsenΦ | Binário 2a ordem dcos2Φ | Binário 2a ordem dsen2Φ |
| 0                     | 1                     | 0                     | 0   | 1                      | 0                      | 0  | 0                      | 0                      | 0                       | 0                       |
| 180                   | {\displaystyle -1}    | {\displaystyle 0}     | 360 | {\displaystyle 1}      | {\displaystyle 0}      | 2d | {\displaystyle -2d}    | {\displaystyle 0}      | {\displaystyle 2d}      | {\displaystyle 0}       |
| 0                     | 1                     | 0                     | 0   | 1                      | 0                      | 3d | 3d                     | 0                      | 3d                      | 0                       |
| 180                   | {\displaystyle -1}    | {\displaystyle 0}     | 360 | {\displaystyle 1}      | {\displaystyle 0}      | d  | {\displaystyle -d}     | {\displaystyle 0}      | {\displaystyle d}       | {\displaystyle 0}       |
| {\displaystyle \sum } | {\displaystyle 0}     | {\displaystyle 0}     |     | {\displaystyle 4}      | {\displaystyle 0}      |    | {\displaystyle 0}      | {\displaystyle 0}      | {\displaystyle 6d}      | {\displaystyle 0}       |
| --------------------- | --------------------- | --------------------- | --- | ---------------------- | ---------------------- | -- | ---------------------- | ---------------------- | ----------------------- | ----------------------- |

### Força de inércia de segunda ordem
{\displaystyle F=m\omega ^{2}r\left[{\frac {r}{l}}\cos(2\theta )\sum _{i=1}^{n}\cos(2\phi _{i})-{\frac {r}{l}}\sin(2\theta )\sum _{i=1}^{n}\sin(2\phi _{i})\right]}

Substituindo temos:
{\displaystyle F=m\omega ^{2}r\left[4{\frac {r}{l}}\cos(2\theta )\right]}
{\displaystyle F=4{\frac {r}{l}}m\omega ^{2}r\cos(2\theta )}
Como
{\displaystyle F\neq 0\land M\neq 0\Rightarrow } Desequilíbrio causado por força de inércia. A distancia {\displaystyle L} do ponto de atuação da força em relação ao cilindro numero 1 é dada por {\displaystyle L={\frac {6d}{4}}=1,5d}